# Прокофьев, Иван Петрович (инженер)
Иван Петрович Прокофьев (1877—1958) — советский учёный в области строительной механики и сопротивления материалов.

## Биография
Родился 7 (19) января 1877 года в семье путейского служащего — начальника полустанка Рязанско-Козловской железной дороги. Мать Ивана Петровича, Зинаида Александровна Кожевникова, происходила из купеческой семьи, потомственного почётного гражданина г. Козлова Александра Степановича Кожевникова и его жены Натальи Васильевны; её братья Владимир и Дмитрий Александровичи Кожевниковы. В 1881 году отца перевели в Управление железной дороги в Козлове, где гимназии не было и учителя ходили к детям домой.
В 1888 году, когда отец Прокофьева умер, мать с четырьмя детьми переехала в Москву к своим братьям. Учился в московской классической гимназии, после окончания которой он поступил в недавно открытое инженерное училище ведомства путей сообщения. Его главным наставником и учителем стал Л. Д. Проскуряков, который по окончании трехлётнего теоретического курса в 1900 году рекомендовал Прокофьева на строительство моста через Амударью у станции Чарджоу на Закаспийской железной дороге в качестве техника-производителя работ на правом берегу реки. В мае 1901 года состоялось официальное открытие движения поездов по 27-пролётному мосту (в то время это был самый длинный мост в стране). Прокофьев, принимавший непосредственное участие в монтаже пролётных строений и сооружении струенаправляющих дамб, получил высокую оценку своего труда от начальника работ. В том же 1901 году, после защиты отчёта о производственной практике, Прокофьев получил звание инженера-строителя.
Начало самостоятельной инженерной деятельности И. П. Прокофьева связано с проектированием моста по поручению Московской окружной железной дороги в 1903 году. Его проект моста пролётом в 12 саженей (25,7 м) получил одобрение и был утверждён как типовой для строительства на всех подходящих участках Московской окружной железной дороги. В том же году он направился на строительство и сборку мостов через реки Вятку, Ветлугу, Нею на Вологдо-Вятской железной дороге. Впервые в практике отечественного мостостроения при сооружении большого моста через Вятку (5×128 м) он применил пригонку, рассверловку и клёпку конструкций ферм на месте.
В 1906 году он вернулся в Москву и поступил на службу в Управление Московско-Казанской железной дороги. Им были выполнены оригинальные проекты металлических перекрытий железнодорожных мастерских в Перове (арочные перекрытия большого пролёта), в Муроме (впервые в России — рамные трёхпролётные металлические конструкции), перекрытия дебаркадера Казанского вокзала в Москве, разработан проект железнодорожного моста через Казанку, а также типовые проекты подпорных стен переменной высоты и других транспортных объектов.
В 1906 году он начал преподавать в Московском техническом училище (где работал до 1918 года).
В сентябре 1913 года по конкурсу из шести кандидатов тайным голосованием он был избран на должность адъюнкт-профессора кафедры строительной механики в Московском сельскохозяйственном институте, где организовал лабораторию испытания материалов и был основателем инженерного факультета. В 1915 году по просьбе Л. Д. Проскурякова он стал читать лекции в МИИТе, с 1918 года — в качестве профессора.
В сельскохозяйственном институте, переименованном в Тимирязевскую сельскохозяйственную академию, он в 1919—1926 годах был деканом инженерного факультета, а после того, как на базе этого факультета в 1930 году были созданы Водный институт и Институт механизации сельского хозяйства, стал в них заведовать кафедрами строительной механики (Сопротивления материалов), а в Водном институте был проректором — заместителем директора по учебной части. Также он был инициатором открытия в январе 1931 года кафедры «Строительной механики» в Московском автодорожном институте.
В 1910 году И. П. Прокофьев принял участие в Международном железнодорожном конгрессе в Берне. Во время заграничной поездки он ознакомился с мостостроительной индустрией Англии, Франции, Бельгии, Германии и Швейцарии. В Брюсселе он познакомился с новинкой — металлическими конструкциями из легированной стали — которую предложил к применению и в отечественном мостостроении.
В 1911 году он опубликовал свой первый труд «Железные мосты. Обработка, сборка и установка» (СПб.: Изд. К. Л. Риккера, 1911. — 405 с.: ил.), впоследствии переиздававшийся пять раз. Позже были опубликованы результаты его исследований: «Давление сыпучих тел и расчет подпорных стенок», «Теория сыпучих тел» и «Статика сыпучего тела».
В начале 1918 года Прокофьева вызвали в Наркомат путей сообщения, где он дал согласие работать в комиссии по восстановлению взорванных во время гражданской войны мостов. Прокофьев стал членом научно-технического совета комиссариата путей сообщения (НКПС) и его мостовой комиссии. Выезжал по их заданиям для консультаций в местах восстановления жизненно важных железнодорожных мостов через Волгу, Донец, Каму, Белую.
В 1925 году Прокофьевым был разработан проект металлического моста для двух железнодорожных путей через Северный Донец пролётом 108 м, а в 1927 году — типовое пролётное строение для мостов длиной 158 м. Эти работы стали его последними авторскими проектами, поскольку в 1930 году было создано специальное Управление по проектированию при НКПС (Мостранспроект) и практика индивидуальных заказов проектов специалистам прекратилась.
В 1920 году он был приглашен в ВВИА им. проф. Н. Е. Жуковского, в котором он читал учебный курс «Сопротивление материалов» и впервые в мире сформировал специализированную дисциплину «Строительная механика аэроплана».
С 1926 по 1954 годы Прокофьев возглавлял кафедру «Строительная механика» МИИТ. В 1930 году был напечатан учебник, составленный И. П. Прокофьевым: «Теория сооружений», который выдержал 4 издания.
В сентябре 1934 года за большие научные заслуги, создание научных трудов Прокофьеву была присвоена учёная степень доктора технических наук без защиты диссертации.
Прокофьев воспитал 25 докторов наук, среди которых А. Ф. Смирнов, В. В. Болотин, А. А. Гвоздев, В. В. Синельников, А. В. Дарков, В. И. Руднев, И. М. Рабинович, М. М. Филоненко-Бородич, Б. Н. Жемочкин, Н. К. Снитко, Н. П. Щапов, Я. А. Протусевич, Н. А. Митропольский, В. А. Киселев, Н. И. Безухов, А. А. Попов и др.
Заслуги И. П. Прокофьева были высоко оценены государством: в 1937 году ему было присвоено почётное звание заслуженного деятеля науки и техники РСФСР; он был награждён двумя орденами Ленина, двумя орденами Трудового Красного Знамени (06.12.1940 — «в ознаменование 75-летнего юбилея Московской ордена Ленина Сельскохозяйственной Академии имени К. А. Тимирязева, за выдающиеся заслуги в деле развития сельскохозяйственных наук и подготовки высококвалифицированных специалистов сельского хозяйства»; …) и другими наградами. Во время Великой Отечественной войны он возглавлял исследования и испытания сварки рельсов, что имело большое значение для восстановления разрушенных железных дорог. За эту работу в 1942 году он был награждён орденом «Знак Почёта».
Умер 23 сентября 1958 года. Похоронен на Введенском кладбище (уч. 12).